# Куни-но-мия Асаакира
Принц Асаакира из линии Куни (яп. 久邇宮 朝融王 Куни-но-Мия Асаакира:,  2 февраля 1901, Токио — 7 декабря 1959, Токио) — представитель одной из младших ветвей японской императорской фамилии, 3-й глава дома Куни-но-мия (1929—1959). Вице-адмирал императорского флота Японии во время Второй мировой войны. Старший брат императрицы Кодзюн (Нагако), супруги императора Сёва (Хирохито) и дядя императора Акихито.

## Ранняя жизнь
Принц Куни Асаакира родился в Токио. Старший сын фельдмаршала принца Куни Куниёси (1873—1929), и его жены, Тикако, седьмой дочери князя Симадзу Тадаёси, последнего даймё Сацума-хана. После смерти своего отца 29 января 1929 года он возглавил дом Куни-но-мия, одну из младших боковых линий (окэ) императорского дома.

## Военная карьера
В 1921 году принц Куни окончил 49-й класс Военной академии Императорского флота Японии. Он служил мичманом на крейсере «Идзумо» и броненосце «Кирисима». После получения чина энсина он был назначен на линейный корабль «Ямасиро», затем линкора «Исэ» и «Нагато». После окончания Высшей военной академии Императорского флота Японии в 1925 году он был назначен на линкор «Муцу», затем линкор «Харуна». Он дослужился до звания лейтенанта в 1928 году. В 1931 году принц Куни стал главным артиллерийским офицером на борту крейсера «Кисо».
В августе 1934 года принц был переведён на крейсер «Якумо» в том же качестве. Спустя два года он получил чин лейтенанта-коммандера в 1936 году и был прикомандирован к Генеральному штабу Императорского флота Японии. Он был переведён на линкор «Нагато» в 1937 году, в начале Второй японо-китайской войны. В 1938 году он получил чин капитана 1-го ранга. 9 июня 1940 года принц был назначен командиром крейсера «Якумо». В дальнейшем он был переведён в военно-морскую авиацию, командиром авиагруппы в Кирасадзу (1 ноября 1940 года) и Такао (20 марта 1942 года) во время Второй мировой войны. 1 ноября 1942 года принц Куни был произведен в контр-адмиралы и переведён на юго-западный районный флот (5 октября 1942 года) во время японской оккупации Тимора на Тихоокеанском театре военных действий. 1 мая 1945 года Куни Асаакира был произведён в вице-адмиралы и оставался в бюро Императорской авиации Японии на южном фронте до конца войны.

## Брак и семья

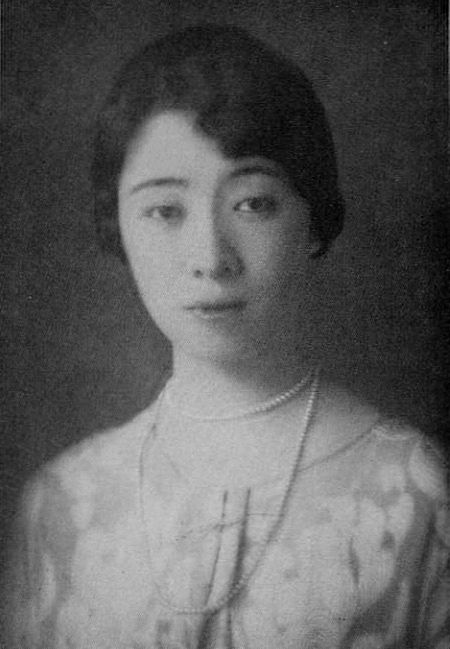
Принцесса Куни Томоко (1907—1947), супруга принца Куни Асаакиры

25 июля 1925 года принц Куни Асаакира женился на своей кузине, принцессе Томоко (18 мая 1907 — 30 июня 1947), третьей дочери принца Фусими Хироясу (1875—1946). Принц и принцесса имели восемь детей: пять дочерей и три сына:
- Принцесса Куни Масако (正子女王, род. 8 декабря 1926)
- Принцесса Куни Асако (朝子女王, 23 октября 1927 — 21 августа 1964)
- Принц Куни Куниаки (久邇邦昭, род. 25 марта 1929)
- Принцесса Куни Митико (通子女王, род. 14 сентября 1933)
- Принцесса Куни Хидэко (英子女王, род. 21 июля 1937)
- Принц Куни Асатакэ (久邇朝建, род. 11 мая 1940)
- Принцесса Куни Норико (典子女王, род. 18 сентября 1941)
- Принц Куни Асахиро (久邇朝宏, род. 7 октября 1944)

## Послевоенные годы
14 октября 1947 года принц Куни Асаакира и его дети потеряли статус имперских принцев и стали простыми гражданами. Как бывший военно-морской офицер, он также был уволен из занимаемых должностей. Рассчитывая заработать на своих родственных связях с престолом (его сестра была императрицей, супругой императора Хирохито), бывший принц Куни Асаакира открыл парфюмерную линию с логотипом императорской хризантемы. Из-за того, что многие японцы после войны бедствовали и не имели денег, чтобы приобрести предметы роскоши во время американской оккупации, парфюмерная компания Куни Асаакиры быстро обанкротилась. Позднее он стал президентом Собачьей ассоциации Японии, также являлся садоводом (выращивал орхидеи) и занимал посты в Ассоциации синтоистских храмов.
Бывший принц Куни Асаакира скончался от сердечного приступа в возрасте 58 лет. Его старший сын Куни Куниаки (род. 1929) сменил его в качестве формального главы бывшего дома Куни-но-мия.

## Награды
- Высший орден Хризантемы
- Орден Цветов павловнии
- Орден Золотого коршуна 4 класса (1930)